# Tellervo conjuncta
Tellervo conjuncta är en fjärilsart som beskrevs av Moore 1883. Tellervo conjuncta ingår i släktet Tellervo och familjen praktfjärilar. Inga underarter finns listade i Catalogue of Life.